# Gerreidae

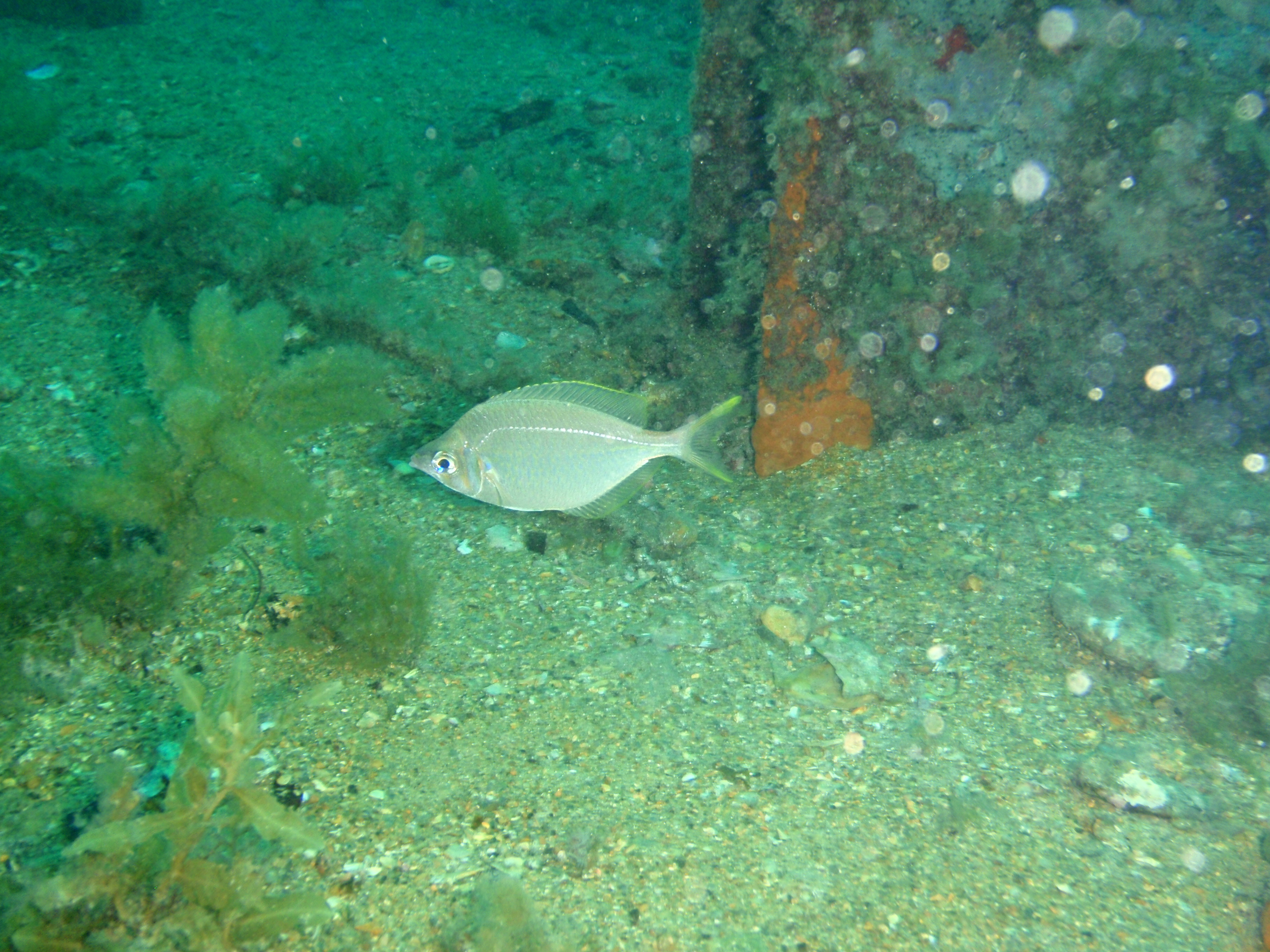
Parequula melbournensis

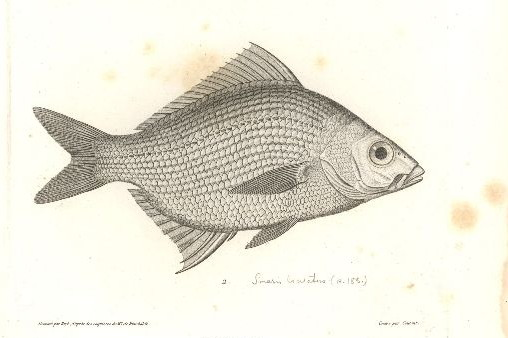
Eugerres lineatus

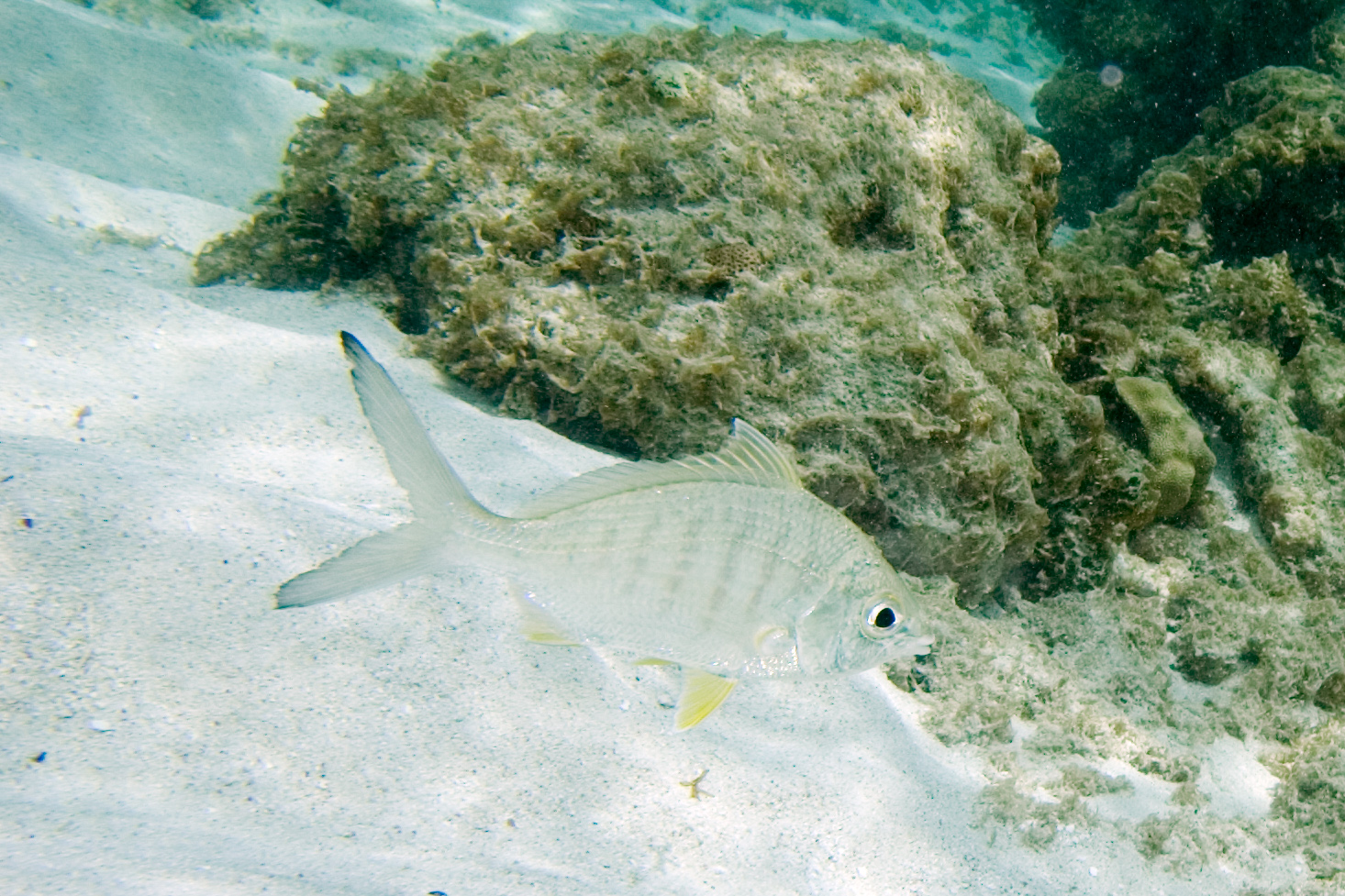
Gerres cinereus

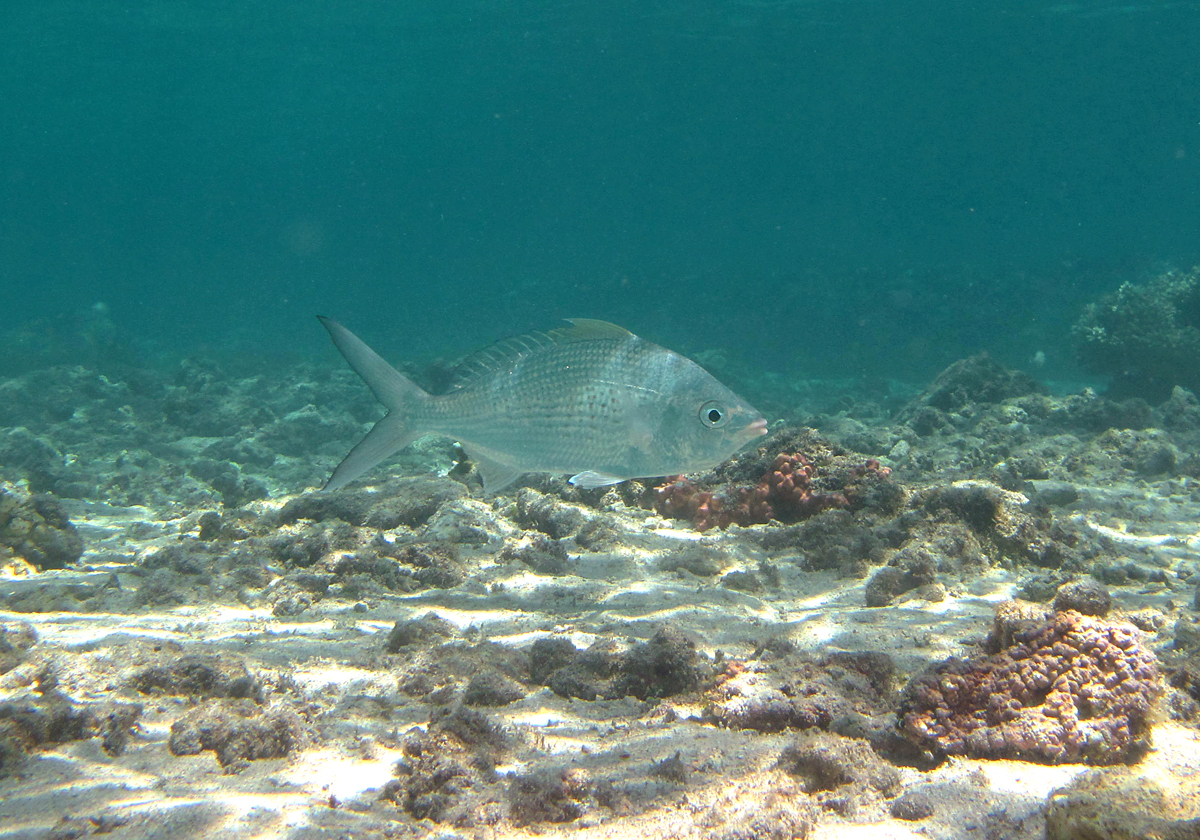
Gerres longirostris

I Gerreidae sono una famiglia di pesci ossei marini e d'acqua dolce appartenenti all'ordine Perciformes.

## Distribuzione e habitat
Sono diffusi in tutti i mari e gli oceani tropicali. Alcune specie vivono nelle acque dolci di America centrale, Africa e Asia orientale. L'ambiente in cui si ritrova la maggior parte dei Gerreidae sono le lagune e gli estuari con fondo sabbioso o melmoso e presenza di mangrovie. Diverse specie possono penetrare in acque salmastre, poche si sono adattate all'acqua dolce.

## Descrizione
I Gerreidae sono piccoli pesci di colore fondamentalmente argenteo e muso appuntito. La bocca può allungarsi a tubo quando aperta. La base della pinna dorsale e della pinna anale è coperta di scaglie. Le scaglie ricoprono anche la testa; questa ha la parte superiore liscia. La pinna caudale è profondamente incisa.
Sono pesci di taglia medio-piccola, il più grande è Eugerres brasilianus che raggiunge 50 cm di lunghezza.

## Biologia

### Alimentazione
Si nutrono di invertebrati del benthos che cercano nel sedimento.

### Riproduzione
Si crede che non prestino alcun genere di cure parentali alla prole.

## Pesca
Sono pescati per il consumo umano.

## Specie
- Genere Diapterus
  - Diapterus auratus
  - Diapterus aureolus
  - Diapterus brevirostris
  - Diapterus peruvianus
  - Diapterus rhombeus
- Genere Eucinostomus
  - Eucinostomus argenteus
  - Eucinostomus currani
  - Eucinostomus dowii
  - Eucinostomus entomelas
  - Eucinostomus gracilis
  - Eucinostomus gula
  - Eucinostomus harengulus
  - Eucinostomus havana
  - Eucinostomus jonesii
  - Eucinostomus melanopterus
- Genere Eugerres
  - Eugerres axillaris
  - Eugerres brasilianus
  - Eugerres brevimanus
  - Eugerres castroaguirrei
  - Eugerres lineatus
  - Eugerres mexicanus
  - Eugerres plumieri
- Genere Gerres
  - Gerres akazakii
  - Gerres baconensis
  - Gerres chrysops
  - Gerres cinereus
  - Gerres decacanthus
  - Gerres equulus
  - Gerres erythrourus
  - Gerres filamentosus
  - Gerres infasciatus
  - Gerres japonicus
  - Gerres limbatus
  - Gerres longirostris
  - Gerres macracanthus
  - Gerres maldivensis
  - Gerres methueni
  - Gerres microphthalmus
  - Gerres mozambiquensis
  - Gerres nigri
  - Gerres oblongus
  - Gerres oyena
  - Gerres phaiya
  - Gerres ryukyuensis
  - Gerres septemfasciatus
  - Gerres setifer
  - Gerres shima
  - Gerres silaceus
  - Gerres simillimus
  - Gerres subfasciatus
- Genere Parequula
  - Parequula elongata
  - Parequula melbournensis
- Genere Pentaprion
  - Pentaprion longimanus
- Genere Ulaema
  - Ulaema lefroyi[3]